# Dipartimento di Soubré
Il dipartimento di Soubré è un dipartimento della Costa d'Avorio. È situato nella regione di Nawa, distretto di Bas-Sassandra.
Nel censimento del 2014 è stata rilevata una popolazione di 464.554 abitanti. 
Il dipartimento è suddiviso nelle sottoprefetture di 
Grand-Zattry, Liliyo, Okrouyo e Soubré.